# زافر بيريول
زافر بيريول (بالتركية: Zafer Biryol)‏ (2 أكتوبر 1976 بريزا في تركيا - ) هو لاعب كرة قدم تركي في مركز الهجوم. شارك مع منتخب تركيا لكرة القدم. أما مع النوادي، فقد لعب مع آلتاي إزمير وبورصا سبور وتشايكور ريزه سبور وقونيا سبور ومرسين إيدمانيوردو ونادي بشكتاش ونادي فنربخشة ونادي جوزتيبي وTuranspor ‏ وقونية سبور 1922 وEdirnespor ‏ وYeni Salihlispor ‏.

## روابط خارجية
- زافر بيريول على موقع اتحاد تركيا (لاعب) (الإنجليزية)
- زافر بيريول على موقع اتحاد تركيا (مدرب) (الإنجليزية)
- زافر بيريول على موقع قاعدة بيانات كرة القدم.إي يو (الإنجليزية)
- زافر بيريول على موقع ناشيونال فوتبول تيمز (الإنجليزية)
- زافر بيريول على موقع عالم كرة القدم.نت (الإنجليزية)